# 34 키르케
34 키르케 (34 Circe)는 크고 매우 어두운 소행성대의 소행성이다. 1855년 4월 6일 프랑스의 천문학자 장 샤코르낙이 발견했으며 그리스 신화에 나오는 전설의 섬 아이아이에 섬의 마녀인 키르케에서 이름을 따왔다.

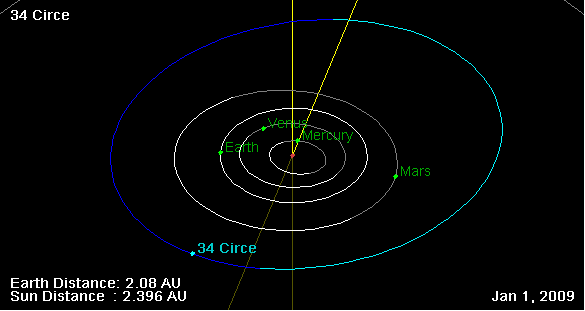
34 키르케의 궤도

이 천체의 스펙트럼은 탄소질 구성을 시사하는 C형 소행성과 일치한다. 천체의 크기는 113km이고 4.4년의 주기로 태양을 공전하고 있다.